# Агмадабад (Зарандіє, 35°24′ пн.ш. 50°23′ сх.д.)
Агмадабад (перс. احمداباد) — село в Ірані, у дегестані Гакімабад, у Центральному бахші, шахрестані Зарандіє остану Марказі. За даними перепису 2006 року, його населення становило 13 осіб, що проживали у складі 4 сімей.

## Клімат
Середня річна температура становить 14,38 °C, середня максимальна – 33,62 °C, а середня мінімальна – -7,36 °C. Середня річна кількість опадів – 269 мм.
| Клімат поселення                              | Клімат поселення | Клімат поселення | Клімат поселення | Клімат поселення | Клімат поселення | Клімат поселення | Клімат поселення | Клімат поселення | Клімат поселення | Клімат поселення | Клімат поселення | Клімат поселення | Клімат поселення |
| Показник                                      | Січ.             | Лют.             | Бер.             | Квіт.            | Трав.            | Черв.            | Лип.             | Серп.            | Вер.             | Жовт.            | Лист.            | Груд.            |                  |
| Середній максимум, °C                         | 9,05             | 11,16            | 16,04            | 22,13            | 26,49            | 32,01            | 33,62            | 32,48            | 28,26            | 22,60            | 16,08            | 9,85             |                  |
| Середня температура, °C                       | 0,84             | 2,96             | 7,84             | 13,93            | 18,29            | 23,82            | 27,29            | 26,14            | 21,93            | 16,27            | 9,76             | 3,52             |                  |
| Середній мінімум, °C                          | −7,36            | −5,22            | −0,37            | 5,73             | 10,09            | 15,61            | 20,96            | 19,82            | 15,60            | 9,93             | 3,42             | −2,81            |                  |
| Норма опадів, мм                              | 37               | 37               | 48               | 34               | 24               | 4                | 2                | 1                | 1                | 16               | 26               | 39               |                  |
| Середньомісячна швидкість вітру, м/с          | 2.09             | 2.52             | 3.20             | 3.43             | 3.18             | 2.99             | 3.11             | 2.84             | 2.49             | 2.38             | 1.85             | 1.82             |                  |
| Середньомісячна сонячна радіація, кДж/м²·день | 8694             | 11470            | 14051            | 17729            | 21770            | 25756            | 25381            | 23074            | 19655            | 14367            | 10502            | 8257             |                  |
| --------------------------------------------- | ---------------- | ---------------- | ---------------- | ---------------- | ---------------- | ---------------- | ---------------- | ---------------- | ---------------- | ---------------- | ---------------- | ---------------- | ---------------- |
| Джерело:                                      |                  |                  |                  |                  |                  |                  |                  |                  |                  |                  |                  |                  |                  |